# Assaye
Assaye est un village de l’’Inde dans l’État de Maharashtra à 40 kilomètres au nord de Djalnah. 
Arthur Wellesley (ensuite lord Wellington) y battit, en 1803, avec 8000 hommes, 60 000 Mahrattes.